# Karczewko (Grande-Pologne)
Pour les articles homonymes, voir Karczewko.
Karczewko (prononciation : [karˈt͡ʂɛfkɔ]) est un village polonais de la gmina de Kiszkowo dans le powiat de Gniezno de la voïvodie de Grande-Pologne dans le centre-ouest de la Pologne.
Il se situe à environ 4 kilomètres au sud-ouest de Kiszkowo (siège de la gmina), à 27 kilomètres à l'ouest de Gniezno (siège du powiat) et à 28 kilomètres au nord-est de Poznań (capitale régionale).
Le village possédait une population de 91 habitants en 2013.

## Histoire
De 1975 à 1998, le village faisait partie du territoire de la voïvodie de Poznań.

Depuis 1999, Karczewko est situé dans la voïvodie de Grande-Pologne.